# Traité de Windsor (1386)
Pour les articles homonymes, voir Traité de Windsor.

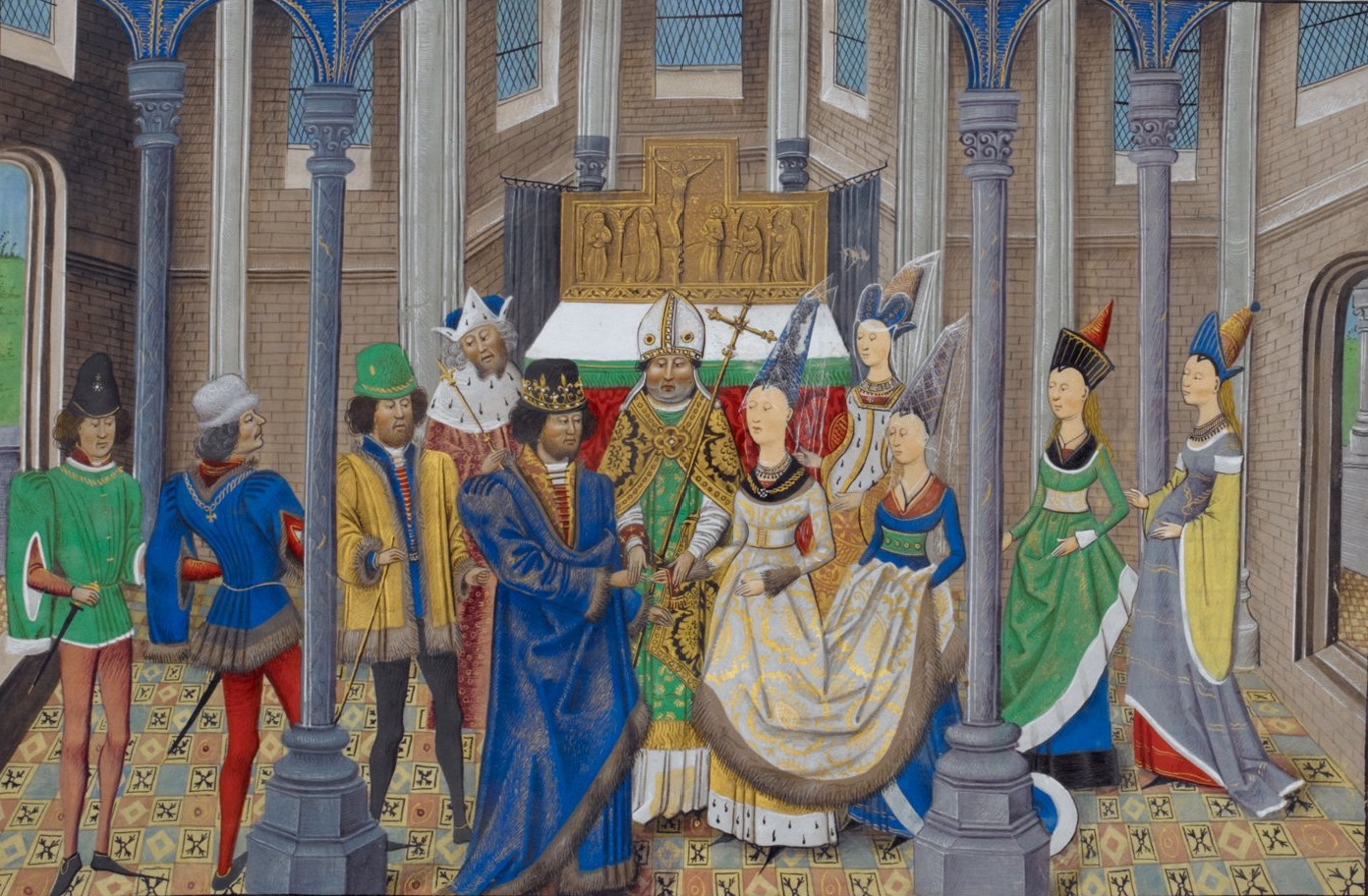
Mariage de Jean Ier de Portugal et de Philippa de Lancastre, fille de Jean de Gand.

Le traité de Windsor est un traité diplomatique signé le 9 mai 1386 entre les royaumes d’Angleterre et de Portugal.

## Présentation
Le traité vient confirmer une première alliance passée dès 1373 entre les deux pays (alliance anglo-portugaise) par le mariage du roi Jean Ier de Portugal avec Philippa de Lancastre, fille de Jean de Gand et de Blanche de Lancastre. Les Anglais avaient lutté au côté du roi portugais dans la bataille d'Aljubarrota contre la couronne de Castille. Celle-ci revendiquait pour elle la couronne portugaise. Cette victoire avait complètement légitimé Jean Ier et son autorité dans le pays. Du côté castillan, la reconnaissance diplomatique ne vient qu'en 1411, avec la signature du traité d'Ayllón.
Cette alliance tient depuis plus de 600 ans, et a permis, dès sa conclusion, de développer le commerce bilatéral, avec l'installation d'entrepôts à Porto par les Anglais et l'échange de morue et de textile contre du vin, du liège, du sel et de l'huile. 
Ce traité, toujours valide, instaure un pacte d'appui mutuel entre les deux pays. Les Portugais le firent jouer en 1640 pour expulser les rois d'Espagne ; le Royaume-Uni à l'occasion de la Première Guerre mondiale en mai 1916 en demandant d'appréhender tous les navires allemands présents dans les eaux portugaises. Cette attitude justifia d'ailleurs la déclaration de guerre officielle du Portugal à l’Allemagne et à ses alliés le 9 mars 1916 ; puis encore lors de la Seconde Guerre mondiale, où le Portugal autorisa les Alliés à utiliser la base militaire de Lajes.